# 伊集院郁子
伊集院 郁子（いじゅういん いくこ、1971年2月 - ）は、日本の言語学者。専門は、日本語教育学・コーパス言語学・談話分析。東京外国語大学国際日本学研究院教授。

## 学歴
- 1993年3月　上智大学外国語学部英語学科卒業
- 2002年3月　東京大学大学院総合文化研究科言語情報科学専攻博士前期課程修了
- 2008年3月　東京大学大学院総合文化研究科言語情報科学専攻博士後期課程単位取得退学

## 職歴
- 2006年4月　東京外国語大学留学生日本語教育センター講師
- 2012年4月　同准教授
- 2015年4月　東京外国語大学国際日本学研究院准教授（改組に伴う配置転換）
- 2021年4月　同教授

## 研究業績
- 「疑問文に見られる“Writer/Reader visibility”－中国人学習者と日本語母語話者の意見文の比較－」『日本語教育』　130号　pp．80-89　日本語教育学会　2006年7月（高橋圭子との共著）
- 「母語話者による場面に応じたスピーチスタイルの使い分け－母語場面と接触場面の相違－」『社会言語科学』　第6巻第2号　pp．12-26　社会言語科学会　2004年3月